# 阿姆兰
阿姆兰（法語：Hamelin，法語發音：[amlɛ̃]）是法国芒什省的一个市镇，属于阿夫朗什区。 

## 地理
阿姆兰（48°32'38"N, 1°12'34"W）面积2.46 平方千米，位于法国诺曼底大区芒什省，该省份为法国西北部沿海省份，西、北、东北三面环大西洋，东起顺时针与卡爾瓦多斯省、奧恩省、马耶讷省和伊勒-维莱讷省接壤。
与阿姆兰接壤的市镇（或旧市镇、城区）包括：圣洛朗德泰尔加特、圣乔治德兰唐博、圣伊莱尔迪阿库埃。

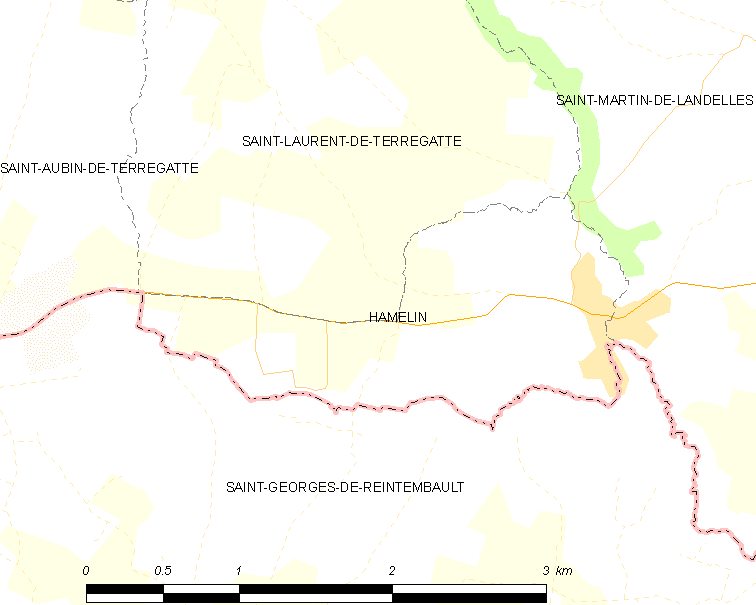
阿姆兰的OSM定位图

阿姆兰的时区为UTC+01:00、UTC+02:00（夏令时）。

## 行政
阿姆兰的邮政编码为50730，INSEE市镇编码为50229。

## 政治
阿姆兰所属的省级选区为圣伊莱尔迪阿库埃县。

## 人口

1962-2008年间阿姆兰人口变化图示

阿姆兰于2022年1月1日时的人口数量为109人。